# Une croisière d'enfer
Pour plus de détails, voir Fiche technique et Distribution.
Une croisière d'enfer (One Crazy Cruise) est un téléfilm américano-canadien réalisé par Michael Grossman, diffusé le 19 juin 2015 sur Nickelodeon.
En France, il est diffusé le 31 août 2015 sur Nickelodeon Teen.

## Synopsis
La famille Jensen-Bauer va passer un été de vacances en croisière même si leurs enfants ne s'entendent pas toujours très bien. Les parents pensent que s'ils passent de bon moment, ils oublieront leurs conflits. Mais au matin, c'est une mauvaise surprise pour les enfants : Ellie est menottée à une jambe artificielle, Nate est violet et Piper vient de perdre son bijou. Par contre ils ne se souviennent pas de ce qu'il s'est passé hier. Alors, ils vont devoir chercher des preuves pour se souvenir des événements passés.

## Fiche technique
- Titre français : Une croisière d'enfer
- Titre original : One Crazy Cruise
- Genre : comédie, film familial
- Réalisation : Michael Grossman
- Scénario : Gregg Millman
- Sociétés de production : Pacific Bay Entertainment, Nickelodeon Movies
- Pays :  États-Unis
- Durée : 1h07
- Format : couleur
- Langue : anglais
- Première diffusion :  : 19 juin 2015 -  : 31 août 2015

## Distribution
- Kira Kosarin : Ellie Jensen-Bauer
- Benjamin Flores Jr. : Nate Jensen-Bauer
- Sydney Park : Piper Jensen-Bauer
- Rio Mangini : Cameron Jensen-Bauer
- Burkely Duffield : le serveur
- Sedona James : Melina
- Ken Tremblett : Ryan Bauer
- Karen Holness : Sophia Jensen
- Barclay Hope : Mr. Bragg
- Patricia Drake : Hoss
- Ajay Friese : le garçon étranger
- Cody Simpson : Cody Simpson